# Arthur Holcomb
Arthur Holcomb war ein US-amerikanischer Filmtechniker, der mit einem Oscar für technische Verdienste ausgezeichnet wurde. Bei dem Preis handelt es sich um eine sogenannte Class III-Auszeichnung, da die Preisträger keine Oscar-Statuette (Class I) oder Oscar-Plakette (Class II) erhalten, sondern ein Oscar-Zertifikat.

## Berufliches
Holcomb wurde 1961 gemeinsam mit Petro Vlahos mit einem Oscar für technische Verdienste geehrt. Beide Männer waren zu der Zeit für das Columbia Studio Camera Departement tätig und wurden ausgezeichnet „for a camera flicker indicating device“ (für ein Flimmeranzeigegerät für Flicker-Kameras). Die Flicker-Kamera hatte schon immer ein ernstzunehmendes Problem. Meist lag das daran, dass eine Flimmersituation erst nach der Verarbeitung des Materials sichtbar wurde, was erstens ärgerlich und zweitens kostspielig war, da Szenen wiederholt werden mussten. Das flimmeranzeigende Gerät, das dem Kameramann nun zur Verfügung stand, war mit visuellen Mitteln zur Erkennung einer Kamerafehlfunktion versehen, die Fehler wie Flackern rechtzeitig erkannten.
Über Arthur Holcombs Ausbildung und darüber, was er vor und nach der ihm zuerkannten Auszeichnung getan hat, liegen keine Erkenntnisse vor.

## Auszeichnung
Technical Achievement Award 1961 an Arthur Holcomb und Petro Vlahos